# Пальма (мини-футбольный клуб)
Мини-футбо́льный клуб «Пальма» (кат. Associació Esportiva Palma de Mallorca Fútbol Sala), также известный как «Пальма Футзал» — испанский мини-футбольный клуб, основанный в 1998 году. Клуб является трёхкратным победителем Лиги чемпионов УЕФА по мини-футболу.

## Достижения
- Лига чемпионов УЕФА
  - Победитель (3): 2022/23, 2023/24, 2024/25

- Межконтинентальный кубок
  - Победитель (2): 2023, 2024

- Чемпионат Испании
  - Вице-чемпион: 2021/22

- Кубок Испании
  - Вице-чемпион: 2024/25

- Королевский кубок Испании
  - Финалист: 2015/16

- Суперкубок Испании
  - Финалист: 2022

- Сегунда
  - Чемпион (2): 2007/08, 2009/10